# Герб Чебоксар
Герб города Чебоксары утверждён 4 августа 1998 года Городским собранием депутатов Чебоксар. Герб города в его нынешней форме (без обрамления гербового щита) был утверждён сессией Чебоксарского горсовета депутатов трудящихся 3 июня 1969 года. Автор герба, Элли Михайлович Юрьев, сохранил в нижней части щита пять уток с исторического герба (но они стали белыми на синем фоне). В верхней же части помещён бело-красный чувашский орнамент; в центре орнамента дата «1469».

## Описание герба
Основной (малый) герб города Чебоксары представляет собой серебряный пересечённый щит французской формы, разделённый на главу и основание. В лазоревом поле основания — естественные фигуры «Пять серебряных уток» летящих, конвертом. В червлёном поле главы, отделённом от основания зигзагообразной линией (в чувашской орнаментике — изображение реки — в данном случае реки Волга) три серебряных стилизованных под чувашский орнамент — силуэты дубов. Внутреннее поле двух крайних дубов червлёное, поле среднего силуэта — лазоревое. На лазоревом поле дуба серебряное число «1469» — дата первого летописного упоминания Чебоксар.
В большой (парадной) версии герба щит увенчан естественными фигурами — тремя четырехлучевыми восьмиугольными пурпуровыми, окаймлёнными золотыми звёздами и обрамлён симметричным декоративным стилизованным орнаментальным мотивом (хмель) золотого цвета, замкнутым внизу девизным картушем с надписью в две строки «Шупашкар — Чебоксары» на пурпуровом поле.

### Символика герба
Символ «Пять серебряных уток» — эмблема, дарованная императорским указом в 1783 году, означающая: «В верхней части щита герб Казанский. В нижней — пять летящих, в золотом поле уток в знак того, что в окрестностях сего города оных очень изобильно». Согласно правилам геральдики символ «Пять летящих конвертом уток» не подлежат замене и изменению. Этот неповторимый символ в мировой геральдике, означает стремление к свободе, инициативе и проявления достижения поставленных целей. 

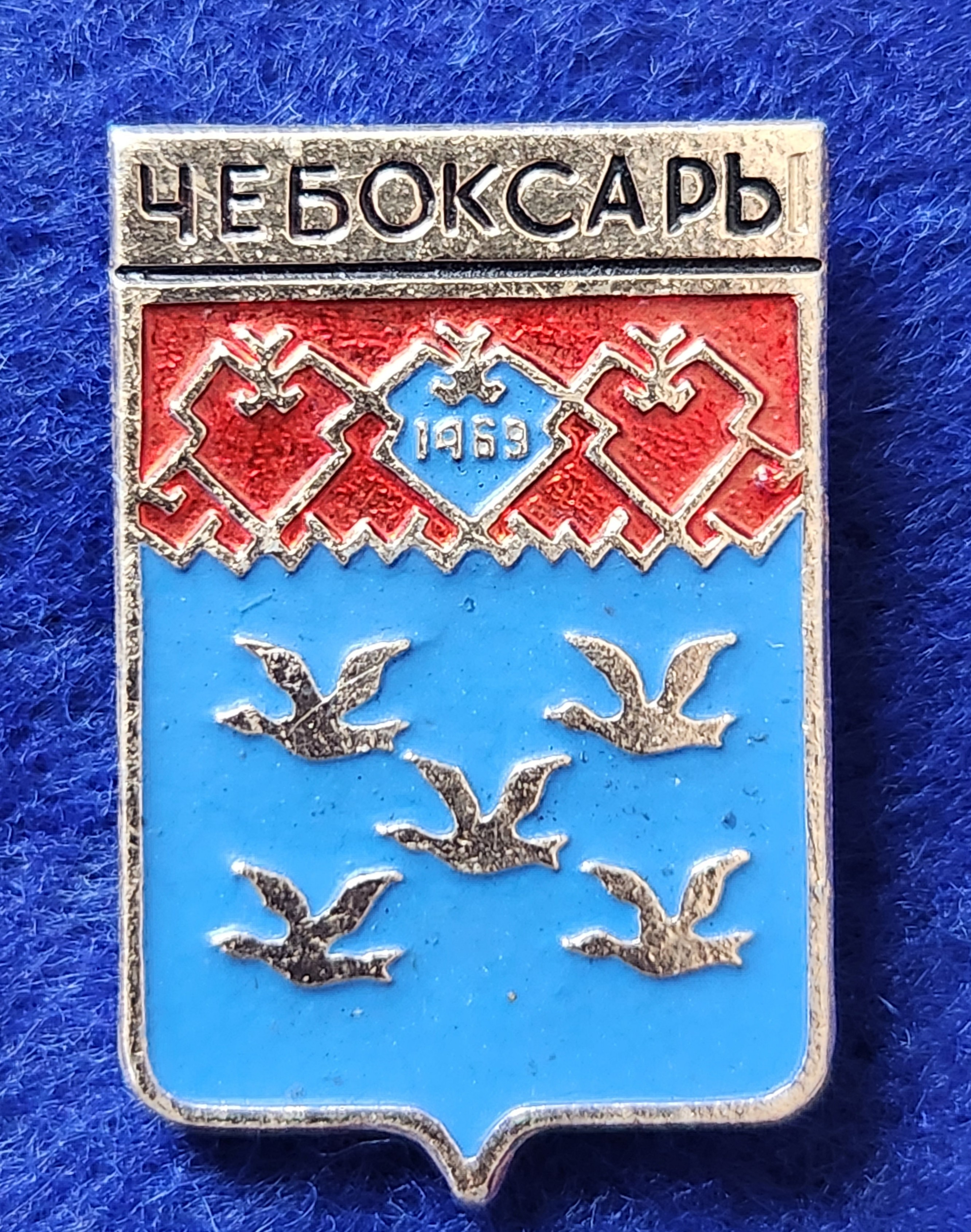
Чебоксары значок герб города образца 1969 года

Голубое, лазоревое поле в геральдике означает — символ красоты, ясности, мягкости и величия.
Дуб, любимое дерево чуваш, субординарная (негеральдическая) фигура, означающая силу, вечность, крепость.
Эмблема «Три серебряных дуба» — символ. Эти три силуэта во главе щита герба Чебоксар означают существование города Чебоксары во времени: в прошлом, настоящем и будущем.
Три четырехлучевые восьмиугольные звезды, венчающие герб города — графическое выражение девиза Государственного герба Чувашской Республики: «Были, есть и будем».
Орнаментальный намёт «Хмель» с девизным картушем «Шупашкар»- «Чебоксары» — элементы, позаимствованные из госсимволики Чувашской Республики, указывают на правовой статус города Чебоксары, как столицы Чувашской Республики.

## Малый герб
Малый герб лишен орнамента из хмеля, символов солнца и картуша

## История

### Герб 1781 года

Герб города Чебоксары образца 1781 года

Данный герб города Чебоксары был утверждён 18 октября 1781 года вместе с другими гербами Казанского наместничества.
Пять летящих в золотом поле диких уток, в знак того, что в окрестностях сего города оных очень изобильно
"Во означение того, что город принадлежит Казанскому наместничеству" в верхней части щита добавлен Казанский герб: "змий черный под короною золотою, Казанскою, крылья красные, поле белое"

### Проект герба 1859 года

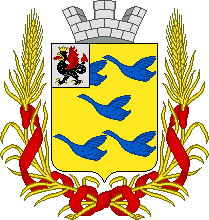
Герб города Чебоксары 1859 года

Подготовлен в рамках геральдической реформы Б. Кёне. Утвержден не был.
В золотом щите 5 лазоревых летящих диких уток: 2, 1, 3. В вольной части герб Казанской губернии. Щит увенчан серебряной стенчатой короной и окружён золотыми колосьями, соединенными Александровскою лентою

### Современный герб
В 1968 году администрация города Чебоксары объявила конкурс на разработку проекта герба города. 

Проекты герба Чебоксар, разработанные Э. Юрьевым в 1969 году.
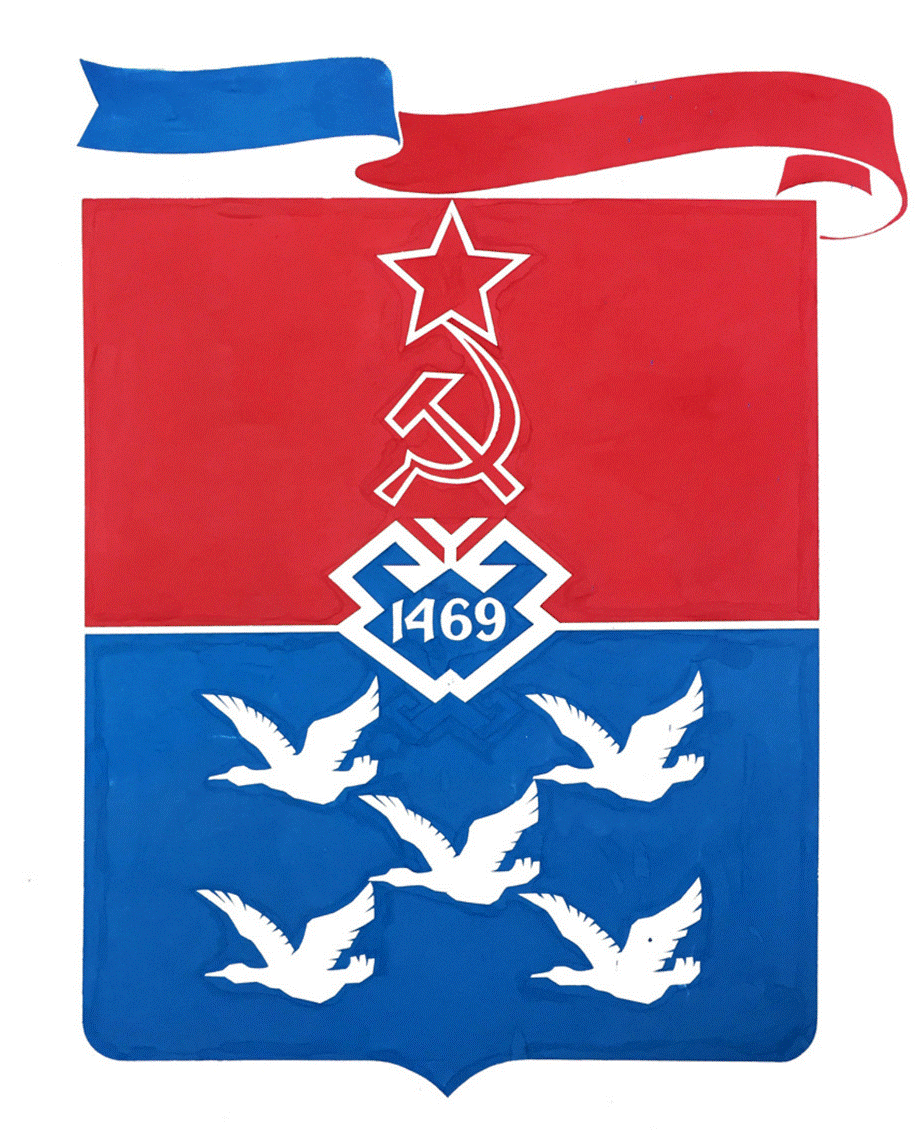
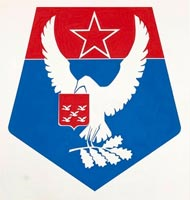
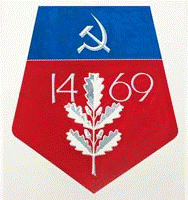
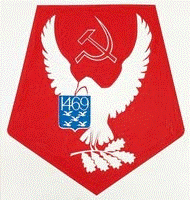
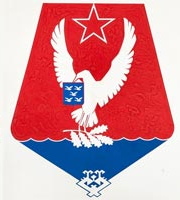
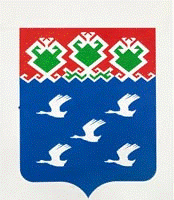

#### Вариант 1969 года

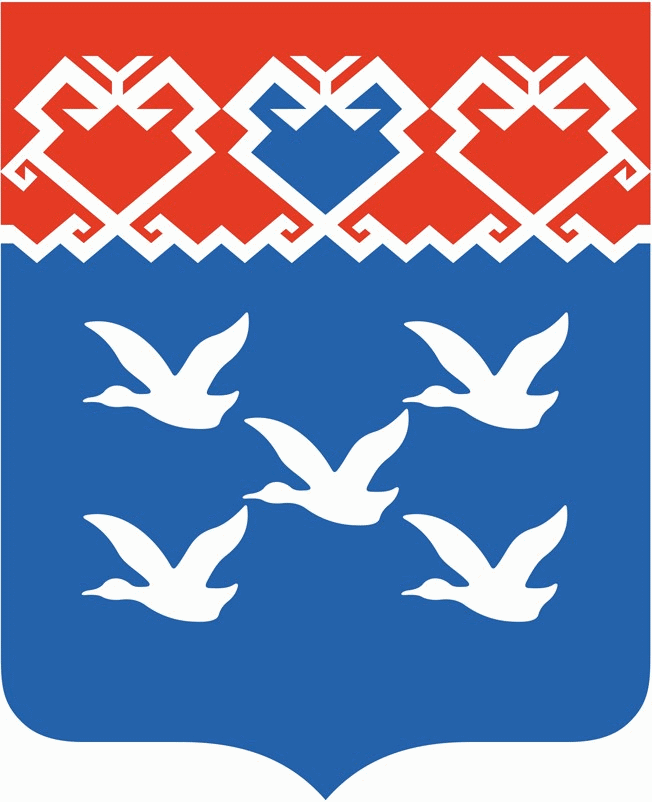
Герб 1969 года

Был принят проект Э. Юрьева с пятью утками на синем поле с красными и синим желудями.
Малый герб утвержден 3 июня 1969 года решением городского Совета депутатов трудящихся Чебоксар по результатам проведенного конкурса; переутвержден Решением Чебоксарского городского Совета народных депутатов № 131 от 21 мая 1970 г.
Большой герб состоит из малого герба, осеняется пятиконечной красной звездой и обрамляется дубовым венком.

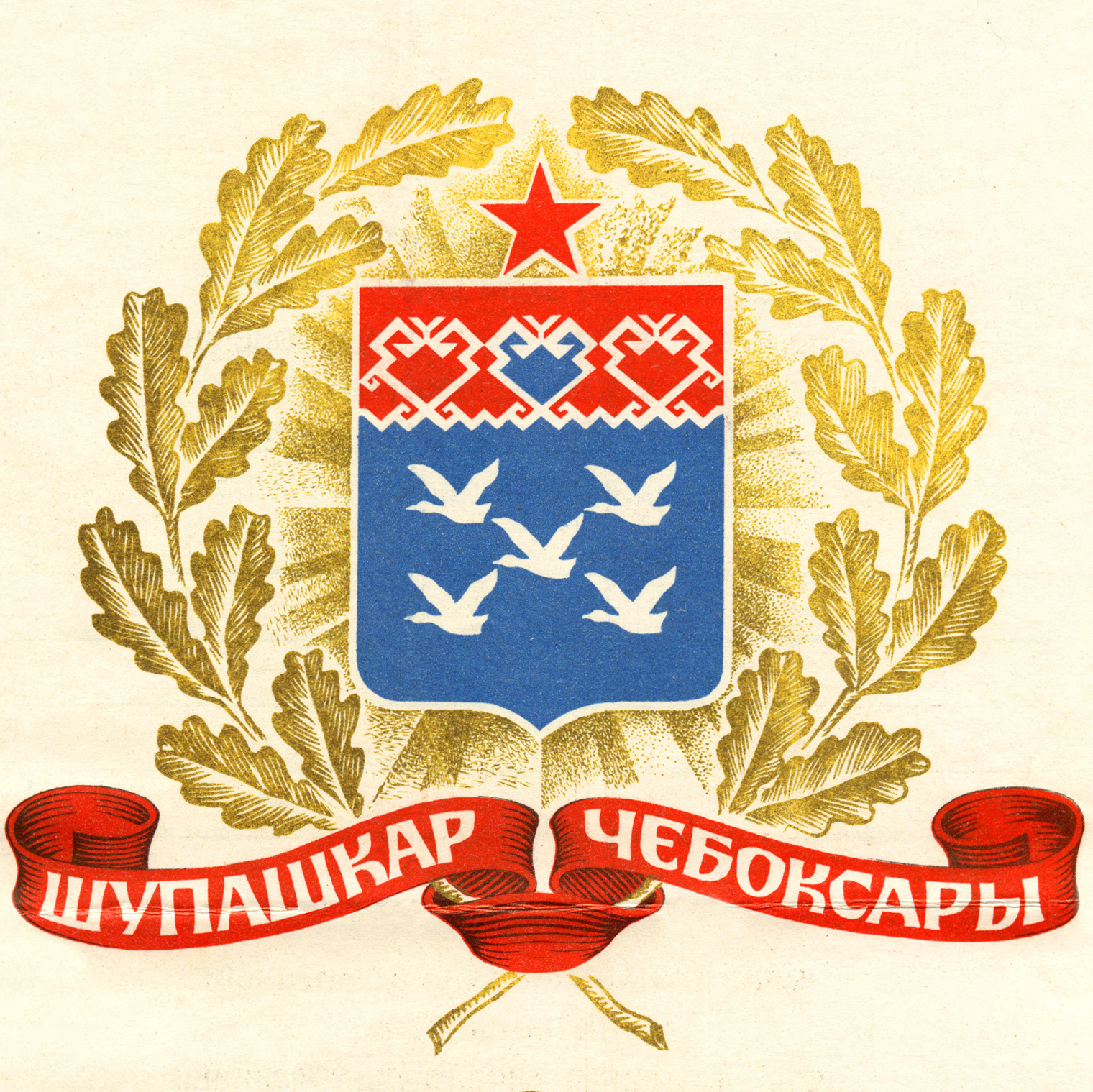
Большой герб 1969 года

#### Вариант 1980 года

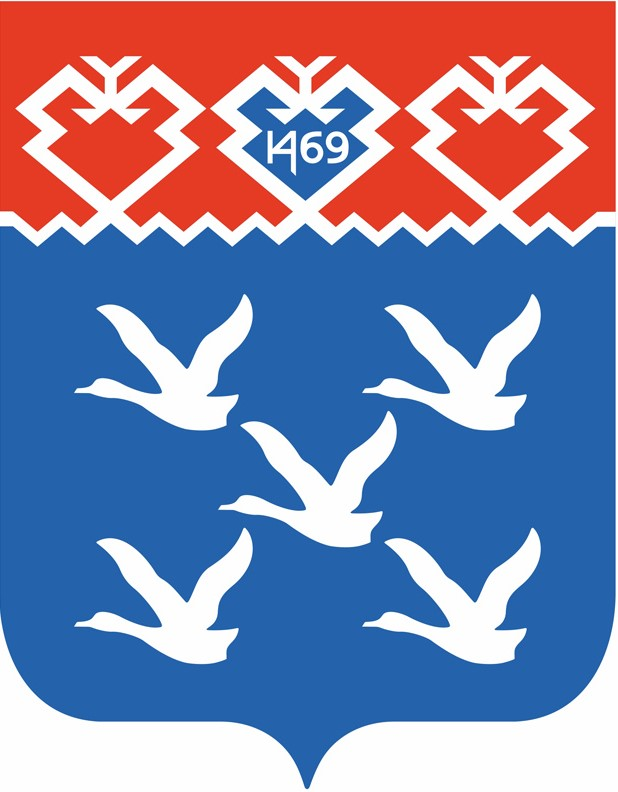
Герб 1980 года

В 1980 году (по другим данным - в 1984 году - на 515-летие города Чебоксары) герб был незначительно изменён. Был упрощён орнамент, немного видоизменены силуэты уток. Добавляется дата основания города

#### Вариант 1998 года (современный)
В 1998 году герб снова был немного изменён, при этом силуэты уток были немного увеличены. 
На парадном гербе дубовые ветви заменяются на ветки хмеля, а красная звезда на три орнамента "солнце".

### Проект герба 2012 года

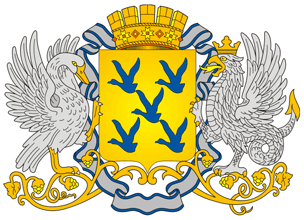
Проект герба города Чебоксары 2012 года

Подготовлен Вадимом Шипуновым. Этот проект получил одобрение Геральдического совета при президенте РФ, но властями города не утверждён.
Фигуры, обрамляющие щит герба г.Чебоксары- серебряный лебедь и серебряный дракон не искажают, а дополняют герб; их присутствие соответствует геральдическим нормам и традициям. Это - традиционный геральдический прием, не вызывающий возражений Геральдического Совета. Белый лебедь - символ возрождения, чистоты, мудрости, поэзии, мужества, совершенства упоминается в древнетюркской мифологии, как и мифы о небесном змее селен. Во всех мифологиях это символ, связываемый с плодородием, землёй, женской производящей силой, водой, дождем с одной стороны, и домашним очагом, огнем (особенно небесным), а также мужским оплодотворяющим началом - с другой. Серебряный дракон под золотой короной Казанской губернии берет свое начало в гербе г.Чебоксары 1781 г. Крылатые щитодержатели символизируют поистине звездную высоту, на которую поднял честь и достоинство чувашского народа один из первых пионеров космоса А.Николаев. Знаки наград – дополнительные элементы герба, возможные к использованию в гербах тех муниципальных образований, предшественники которых были награждены правительственными наградами (орденами и медалями) в советское время. В обрамлении герба г.Чебоксары использована лента ордена Трудового Красного знамени. Современное описание герба города Чебоксары несколько дополнено, оно гласит: «В золотом поле пять лазоревых летящих уток: две, одна и две. В левой вольной части - законодательно установленная символика Чувашской Республики. Щит увенчан муниципальной короной установленного образца с обручем национального орнамента. Щитодержатели: серебряный лебедь с червленым клювом и лапами и с серебряными когтями, и серебряный дракон, коронованный золотом, с золотыми когтями и клювом; язык и жало на конце хвоста червленые. Щит обвит лентой ордена Трудового Красного знамени, служащей также подножием для щитодержателей

## Использование
Большой парадный герб всегда используется на белом фоне и не имеет дополнительного абриса вокруг своей формы. Используется преимущественно на крупных форматах (щитах, экранах, флагах), а также дополняется использованием на праздничной сувенирной продукции (на флажках, футболках, шарах)
Для кабинетов министров и руководителей используется малый герб (объёмный щит, по принципу столичных гербов). В повседневной среде (в полиграфии, презентациях, на баннерах, значках, сайтах) — всегда используется малый герб.